# Sussi Bech
Pour les articles homonymes, voir Bech.
Sussi Bech (née à Birkerød en 1958) est une auteure de bande dessinée et illustratrice danoise. Elle est surtout connue pour Nofret, une série d'aventure humoristique située dans l'Égypte des pharaons qui lui a valu une grande notoriété en Scandinavie. Depuis 2010, elle réalise avec son mari Frank Madsen Eks Libris, série satirique sur le monde littéraire danois.

## Prix
- 2015 :  Prix Adamson du meilleur auteur international pour l'ensemble de son œuvre

### En danois
- Zainab, Interpresse, 1985.
- Nofret, 14 vol., Carlsen, Faraos Cigarer, Eudor, 1986-2022.
- Aida Nur, 2 vol., Carlsen, 1991-2.
- De vilde svaner, Bogfabrikken, 1998.
- Egtved Pigen, NDMT, 2007.
- Eks Libris (avec Frank Madsen (en)), 10 vol., Eudor, 2010-20.
- Ørsted, Eudor, 2020.
- Københavnermysteriet, Eudor, 2023.
- Den store Finn Sysholm, Eudor, 2024
- Inge Lehmann, Eudor, 2025

### En français
- Nefriti : Le Sarcophage d'Amon, Himalaya, 1990
- Nefriti : Aton, Himalaya, 1990
- Nefriti : Le Taureau de Minos, Himalaya, 1991
- Nefriti : Au Pays des Hittites, Himalaya, 1991
- Aida Nur : Énigme au Caire, Bagheera, 1994.